# Гадамши
Гадамши (груз. გადამში) — село в Грузии, на территории Онского муниципалитета края (мхаре) Рача-Лечхуми и Нижняя Сванетия.

## География
Село находится в северной части Грузии, на берегах реки Сартаули (правый приток Риони), на расстоянии приблизительно 9 километров (по прямой) к западо-северо-западу от города Они, административного центра муниципалитета. Абсолютная высота — 1058 метров над уровнем моря.

## Население
По результатам официальной переписи населения 2014 года, в Гадамши проживало 2 человека (1 мужчина и 1 женщина). В национальной структуре населения осетины составляли 100 %.
| Год  | Население, человек |
| ---- | ------------------ |
| 2002 | 34                 |
| 2014 | ↘ 2                |